# Deutschland sucht den Superstar/Staffel 20
Die 20. Staffel der deutschen Gesangs-Castingshow Deutschland sucht den Superstar wurde ab dem 14. Januar 2023 von RTL ausgestrahlt. Moderiert wurde die Sendung von Laura Wontorra. Es sollte die letzte Staffel des Formats sein; jedoch gab Dieter Bohlen während der ersten Liveshow bekannt, dass es eine 21. Staffel geben werde. Der 29-jährige Sem Eisinger wurde Sieger der Staffel und gewann 100.000 Euro Preisgeld sowie einen Schallplattenvertrag.

## Jury
In der Jury saß nach einem Jahr Pause erneut Dieter Bohlen; ebenfalls dabei waren Pietro Lombardi, Leony und Katja Krasavice.

## Ablauf
Die zehn Casting-Folgen wurden vom 14. Januar bis 14. Februar 2023 mittwochs und samstags ausgestrahlt. In der 11. Folge vom 18. Februar wurden zu Beginn nur noch wenige Jury-Castings gezeigt, der Hauptteil der Sendung bestand aus dem ersten und zweiten Recall. 120 Kandidaten – exkl. den vier Gewinnern der „Goldenen CDs“ – schafften es in den ersten Recall, der im Hugo Junkers Hangar am Verkehrslandeplatz Mönchengladbach stattfand. Aus diesen wählte die Jury deren 41 (inkl. fünf sogenannten Wackelkandidaten, wovon zwei zu Beginn der 12. Folge ausschieden) für den zweiten Recall auf Mallorca aus, wo sie von den Vocalcoaches Juliette Schoppmann und André Franke unterstützt wurden. Dort schieden zehn Kandidaten beim Recall auf einer Alpaka-Farm aus. Beim dritten Recall mit noch 29 Teilnehmern schieden weitere vier Kandidaten aus. Zwei davon waren diejenigen, die von Lombardi und Leony goldene CDs erhalten hatten; ein Kandidat schied freiwillig aus.
Der erste Thailand-Recall fand mit 25 Kandidaten auf dem Dach des Sindhorn Midtown Hotel in Bangkok statt. Am Ende der Sendung mussten vier Kandidaten die Show verlassen. Der zweite Thailand-Recall fand an einem Strand von Ko Phuket statt; weitere fünf Kandidaten schieden aus. Der dritte Thailand-Recall – die Duette – fand in der Altstadt von Phuket statt; weitere drei Kandidaten schieden aus. In der letzten Thailand-Recall-Folge schieden weitere zwei Kandidaten aus, womit die zehn Teilnehmer der Liveshows feststanden. Anschließend fanden drei Live-Shows statt.

## Kandidaten im Thailand-Recall
| Kandidat                    | Alter | Wohnort          | Berufstätigkeit                               | Anmerkungen                                                                                | Ausgeschieden in   |
| --------------------------- | ----- | ---------------- | --------------------------------------------- | ------------------------------------------------------------------------------------------ | ------------------ |
| Sem Eisinger                | 29    | Frankfurt (Main) | Barkeeper                                     | Kandidat bei The Voice of Germany 2016                                                     | Sieger der Staffel |
| Monika Gajek                | 21    | Salzgitter       | Auszubildende zur Fachkraft für Lagerlogistik | Zweitplatzierte                                                                            | Finale             |
| Lorent Berisha              | 19    | Dierikon         | medizinischer Praxisassistent                 | Drittplatzierter                                                                           | Finale             |
| Kiyan Yousefbeik            | 25    | Hannover         | Content-Manager bei TikTok                    | Viertplatzierter; Goldene CD von Dieter Bohlen                                             | Finale             |
| David Leischik              | 27    | Köln             | Musikstudent                                  |                                                                                            | 2. Liveshow        |
| Peris Grigoriadis           | 25    | Pleidelsheim     | Mechaniker, DJ                                |                                                                                            | 2. Liveshow        |
| Aileen Sager                | 23    | Birkenfeld       | medizinische Fachangestellte                  |                                                                                            | 2. Liveshow        |
| Lawa Baban                  | 25    | Gießen           |                                               | Kandidatin bei Temptation Island – Versuchung im Paradies                                  | 2. Liveshow        |
| Natalie Nock                | 29    | Baden-Baden      | Immobilienmaklerin                            |                                                                                            | 1. Liveshow        |
| Rose Ndumba                 | 23    | Essen            |                                               | Eigentlich in Folge 17 ausgeschieden, aber als Nachrückerin für Marvin Jung in den Top-10. | 1. Liveshow        |
| Felix Gleixner              | 26    | Amberg           | Lagerleiter einer Veranstaltungsfirma         |                                                                                            | Folge 17           |
| Tatjana Ivanovic            | 19    | Pfäffikon        |                                               |                                                                                            | Folge 17           |
| Marleen Schäfer             | 19    | Karlsruhe        |                                               |                                                                                            | Folge 16           |
| Jill Lange                  | 22    | Römerstein       | Influencerin                                  | Kandidatin bei Are You the One? und Ex on the Beach                                        | Folge 16           |
| Jaden Fischer               | 17    | Bocholt          |                                               |                                                                                            | Folge 16           |
| Isa Berisha                 | 22    | Salzgitter       |                                               | Kandidat bei DSDS 2020                                                                     | Folge 15           |
| Dilara Sabahat              | 17    | Neumünster       |                                               |                                                                                            | Folge 15           |
| Olga Levit                  | 29    | Berlin           | Verkäuferin                                   | Kandidatin bei DSDS 2009 und DSDS 2010                                                     | Folge 15           |
| Sidan Yilmaz                | 22    | Altenholz        |                                               |                                                                                            | Folge 15           |
| Fatih Yüksel                | 28    | Düsseldorf       |                                               |                                                                                            | Folge 15           |
| Adriano Pecoraro            | 21    | Neuwied          |                                               |                                                                                            | Folge 14           |
| Nikolaos Simediriadis       | 23    | Werther          | Rapper                                        |                                                                                            | Folge 14           |
| Andrea Renzullo             | 26    | Hamm             | Sänger                                        | Goldene CD von Katja Krasavice, Kandidat bei DSDS 2017 und Das Supertalent 2010            | Folge 14           |
| Zeno Rubens Barbieri Reuter | 22    | München          |                                               |                                                                                            | Folge 14           |

## Liveshows

### Kandidaten
| Platz | Kandidat          | Alter | Ausgeschieden in     | Motto                                       |
| ----- | ----------------- | ----- | -------------------- | ------------------------------------------- |
| 1.    | Sem Eisinger      | 29    | Sieger               | Staffelhighlight, Magic Moment & Siegersong |
| 2.    | Monika Gajek      | 21    | Finale 15. April     | Staffelhighlight, Magic Moment & Siegersong |
| 3.    | Lorent Berisha    | 19    | Finale 15. April     | Staffelhighlight, Magic Moment & Siegersong |
| 4.    | Kiyan Yousefbeik  | 25    | Finale 15. April     | Staffelhighlight, Magic Moment & Siegersong |
| 5.    | David Leischik    | 27    | 2. Liveshow 8. April | Chartbreaker                                |
| 6.    | Peris Grigoriadis | 25    | 2. Liveshow 8. April | Chartbreaker                                |
| 7.    | Aileen Sager      | 23    | 2. Liveshow 8. April | Chartbreaker                                |
| 8.    | Lawa Baban        | 26    | 2. Liveshow 8. April | Chartbreaker                                |
| 9.    | Natalie Nock      | 29    | 1. Liveshow 1. April | DSDS-Siegersongs                            |
| 10.   | Rose Ndumba       | 23    | 1. Liveshow 1. April | DSDS-Siegersongs                            |

### Resultate
| Platz | 1. Liveshow 1. April | 2. Liveshow 8. April | Finale 15. April |
| ----- | -------------------- | -------------------- | ---------------- |
| 1     | Sem 36,97 %          | Sem 35,80 %          | Sem 54,81 %      |
| 2     | Lorent 18,41 %       | Monika 16,18 %       | Monika 18,52 %   |
| 3     | Monika 12,24 %       | Kiyan 15,65 %        | Lorent 13,88 %   |
| 4     | Kiyan 08,29 %        | Lorent 10,03 %       | Kiyan 12,79 %    |
| 5     | David 07,98 %        | David 08,14 %        |                  |
| 6     | Aileen 04,15 %       | Peris 06,09 %        |                  |
| 7     | Peris 04,09 %        | Aileen 04,82 %       |                  |
| 8     | Lawa 03,10 %         | Lawa 03,29 %         |                  |
| 9     | Natalie 02,45 %      |                      |                  |
| 10    | Rose 02,32 %         |                      |                  |

### 1. Liveshow
Die erste Liveshow fand am 1. April 2023 unter dem Motto DSDS-Siegersongs statt. Am Ende der Show schieden Rose Ndumba und Natalie Nock aus.
|  | Endz. | Name              | Alter | Interpret, Lied                        | Bemerkung     | Platzierung |
|  | ----- | ----------------- | ----- | -------------------------------------- | ------------- | ----------- |
|  | 01    | Kiyan Yousefbeik  | 25    | Alexander Klaws – Take Me Tonight      | weiter        | 4 0(8,29 %) |
|  | 02    | Rose Ndumba       | 24    | Mehrzad Marashi – Don’t Believe        | ausgeschieden | 10 (2,32 %) |
|  | 03    | Aileen Sager      | 23    | Prince Damien – Glücksmoment           | weiter        | 6 0(4,15 %) |
|  | 04    | Lawa Baban        | 26    | Elli Erl – This Is My Life             | weiter        | 8 0(3,10 %) |
|  | 05    | Peris Grigoriadis | 25    | Pietro Lombardi – Call My Name         | weiter        | 7 0(4,09 %) |
|  | 06    | Lorent Berisha    | 19    | Mark Medlock – Now or Never            | weiter        | 2 (18,41 %) |
|  | 07    | Natalie Nock      | 29    | Beatrice Egli – Mein Herz              | ausgeschieden | 9 0(2,45 %) |
|  | 08    | Monika Gajek      | 21    | Marie Wegener – Königlich              | weiter        | 3 (12,24 %) |
|  | 09    | David Leischik    | 27    | Ramon Roselly – Eine Nacht             | weiter        | 5 0(7,98 %) |
|  | 10    | Sem Eisinger      | 29    | Daniel Schuhmacher – Anything But Love | weiter        | 1 (36,97 %) |

### 2. Liveshow (Halbfinale)
Die zweite Liveshow fand am 8. April 2023 unter dem Motto Chartbreaker statt. Am Ende der Show schieden Aileen Sager, Lawa Baban, Peris Grigoriadis und David Leischik aus.
|  | Endz. | Name              | Alter | Interpret, Lied                                | Bemerkung     | Platzierung |
|  | ----- | ----------------- | ----- | ---------------------------------------------- | ------------- | ----------- |
|  | 01    | Kiyan Yousefbeik  | 25    | Metro Boomin, The Weeknd & 21 Savage – Creepin | weiter        | 3 (15,65 %) |
|  | 03    | Aileen Sager      | 23    | Helene Fischer – Achterbahn                    | ausgeschieden | 7 0(4,82 %) |
|  | 04    | Lawa Baban        | 26    | Ariana Grande – Dangerous Woman                | ausgeschieden | 8 0(3,29 %) |
|  | 05    | Peris Grigoriadis | 25    | Luis Fonsi feat. Daddy Yankee – Despacito      | ausgeschieden | 6 0(6,09 %) |
|  | 06    | Lorent Berisha    | 19    | Sam Smith – Stay With Me                       | weiter        | 4 (10,03 %) |
|  | 08    | Monika Gajek      | 21    | Miley Cyrus – Flowers                          | weiter        | 2 (16,18 %) |
|  | 09    | David Leischik    | 27    | Ronan Keating – When You Say Nothing At All    | ausgeschieden | 5 0(8,14 %) |
|  | 10    | Sem Eisinger      | 29    | Blue – Breathe Easy                            | weiter        | 1 (35,80 %) |

### 3. Liveshow (Finale)
Die dritte Liveshow fand am 15. April 2023 statt. Alle sangen ihr Staffelhighlight und ihren Magic Moment noch einmal; zudem die von Vize produzierten persönlichen Finaltitel, die bereits seit dem 14. April 2023 zum Download bereitstanden. Der diesjährige Siegersong heißt Don’t Let Me Go. Sieger wurde mit 54,81 Prozent der Stimmen Sem Eisinger.
|  | Endz. | Name             | Alter | 1. Interpret, Lied Staffelhighlight | 2. Interpret, Lied Magic Moment   | 3. Interpret, Lied Siegersong       | Bemerkung        | Platzierung |
|  | ----- | ---------------- | ----- | ----------------------------------- | --------------------------------- | ----------------------------------- | ---------------- | ----------- |
|  | 01    | Kiyan Yousefbeik | 25    | The Weeknd – Save Your Tears        | Sam Smith – Writing’s On The Wall | Kiyan Yousefbeik – Tears In My Eyes | Viertplatzierter | 4 (12,79 %) |
|  | 06    | Lorent Berisha   | 19    | Daniel Merriweather – Red           | Sam Smith – Lay Me Down           | Lorent Berisha – Complicated        | Drittplatzierter | 3 (13,88 %) |
|  | 08    | Monika Gajek     | 21    | Miley Cyrus – Midnight Sky          | Emeli Sandé – Clown               | Monika Gajek – Deep End             | Zweitplatzierte  | 2 (18,52 %) |
|  | 10    | Sem Eisinger     | 29    | Ginuwine – Pony                     | Lewis Capaldi – Before You Go     | Sem Eisinger – Don’t Let Me Go      | Sieger           | 1 (54,81 %) |

## Einschaltquoten
| Folge          | Datum der Erstausstrahlung | Zuschauerzahl | Marktanteil | Quelle        |
| -------------- | -------------------------- | ------------- | ----------- | ------------- |
| Casting-Folgen |                            |               |             |               |
| 01             | Sa, 14. Januar 2023        | 3,05 Mio.     | 11,5 %      | [ Quoten 1 ]  |
| 02             | Mi, 18. Januar 2023        | 2,39 Mio.     | 9,2 %       | [ Quoten 2 ]  |
| 03             | Sa, 21. Januar 2023        | 2,50 Mio.     | 9,2 %       | [ Quoten 3 ]  |
| 04             | Mi, 25. Januar 2023        | 2,17 Mio.     | 7,6 %       | [ Quoten 4 ]  |
| 05             | Sa, 28. Januar 2023        | 2,28 Mio.     | 8,6 %       | [ Quoten 5 ]  |
| 06             | Mi, 1. Februar 2023        | 2,26 Mio.     | 8,4 %       | [ Quoten 6 ]  |
| 07             | Sa, 4. Februar 2023        | 2,12 Mio.     | 7,8 %       | [ Quoten 7 ]  |
| 08             | Mi, 8. Februar 2023        | 2,17 Mio.     | 8,3 %       | [ Quoten 8 ]  |
| 09             | Sa, 11. Februar 2023       | 1,92 Mio.     | 7,3 %       | [ Quoten 9 ]  |
| 10             | Mi, 15. Februar 2023       | 2,24 Mio.     | 8,5 %       | [ Quoten 10 ] |
| Recall-Folgen  |                            |               |             |               |
| 11             | Sa, 18. Februar 2023       | 2,20 Mio.     | 8,4 %       | [ Quoten 11 ] |
| 12             | Mi, 22. Februar 2023       | 2,18 Mio.     | 8,7 %       | [ Quoten 12 ] |
| 13             | Sa, 25. Februar 2023       | 2,00 Mio.     | 7,7 %       | [ Quoten 13 ] |
| 14             | Sa, 4. März 2023           | 2,05 Mio.     | 7,7 %       | [ Quoten 14 ] |
| 15             | Sa, 11. März 2023          | 2,11 Mio.     | 8,4 %       | [ Quoten 15 ] |
| 16             | Sa, 18. März 2023          | 2,14 Mio.     | 8,6 %       | [ Quoten 16 ] |
| 17             | Sa, 25. März 2023          | 2,02 Mio.     | 8,1 %       | [ Quoten 17 ] |
| Live-Shows     |                            |               |             |               |
| 18             | Sa, 1. April 2023          | 2,02 Mio.     | 8,9 %       | [ Quoten 18 ] |
| 19             | Sa, 8. April 2023          | 1,85 Mio.     | 8,0 %       | [ Quoten 19 ] |
| 20             | Sa, 15. April 2023         | 2,35 Mio.     | 10,4 %      | [ Quoten 20 ] |

## Trivia
- Mit dem sexistischen Spruch „Hast du irgendwas Normales gemacht? Oder hast du nur Abi und dich durchnudeln lassen?“ auf Kosten von Kandidatin Jill Lange sorgte Dieter Bohlen beim Casting für reges Interesse der Presse.[25][26]
- Sowohl Tatjana Ivanovic als auch Olga Levit hatten Probleme mit dem Visum, weswegen sie im ersten Thailand-Recall nicht sangen und direkt im zweiten standen.[27]
- Marvin Jung, der es in die Top Ten schaffte, stieg aus persönlichen Gründen aus dem Wettbewerb aus, weswegen RTL ihn in keiner Sendung zeigte und alle Aufnahmen mit ihm aus Gruppenauftritten und Duetten herausschnitt.[28][29]
- In der ersten Liveshow vom 1. April 2023 waren die ehemaligen DSDS-Gewinner Tobias Regner (Staffel 3), Daniel Schuhmacher (Staffel 6), Aneta Sablik (Staffel 11), Prince Damien (Staffel 13), Marie Wegener (Staffel 15), Davin Herbrüggen (Staffel 16) sowie Harry Laffontien (Staffel 19) ebenso Gäste wie die ehemaligen DSDS-Juroren Anja Lukaseder (Staffel 4 und 5), Bruce Darnell (Staffel 9), Ella Endlich (Staffel 15), Oana Nechiti (Staffel 16 und 17) sowie Toby Gad (Staffel 19) und der ehemalige DSDS-Moderator Carsten Spengemann.[30]
- Wenige Stunden vor Sem Eisingers Auftritt in der ersten Liveshow starb sein Vater.[31]